# Dichecephala moseri
Dichecephala moseri är en skalbaggsart som beskrevs av Conrad Ritsema 1912. Dichecephala moseri ingår i släktet Dichecephala och familjen Melolonthidae. Inga underarter finns listade i Catalogue of Life.